# Cerkiew Świętych Apostołów Piotra i Pawła w Żółkwi
Cerkiew pod wezwaniem Świętych Apostołów Piotra i Pawła – prawosławna cerkiew parafialna w Żółkwi. Należała do eparchii lwowskiej Ukraińskiego Kościoła Prawosławnego Patriarchatu Moskiewskiego. Od 22 grudnia 2018 r. w jurysdykcji eparchii lwowsko-sokalskiej Kościoła Prawosławnego Ukrainy.
Cerkiew zbudowano w latach 1991–1993 według projektu Olesia Jaremy. Pierwsze nabożeństwo w świątyni odprawiono 21 listopada 1993. Prace zdobnicze wykonano w latach 1999–2001 pod kierownictwem B. Balickiego. W 2007 obok cerkwi wzniesiono dzwonnicę, zaprojektowaną również przez Olesia Jaremę.

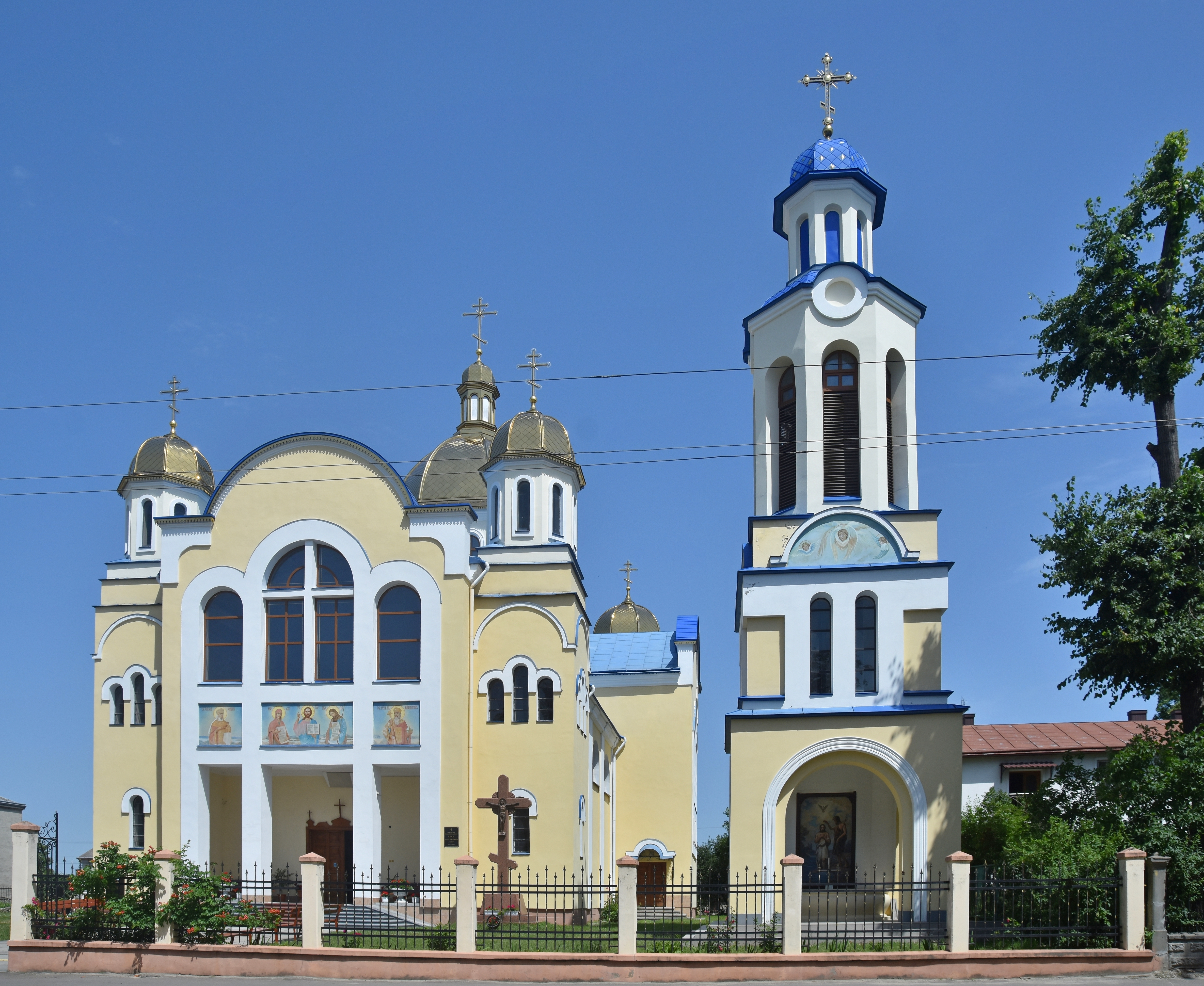
Elewacja frontowa
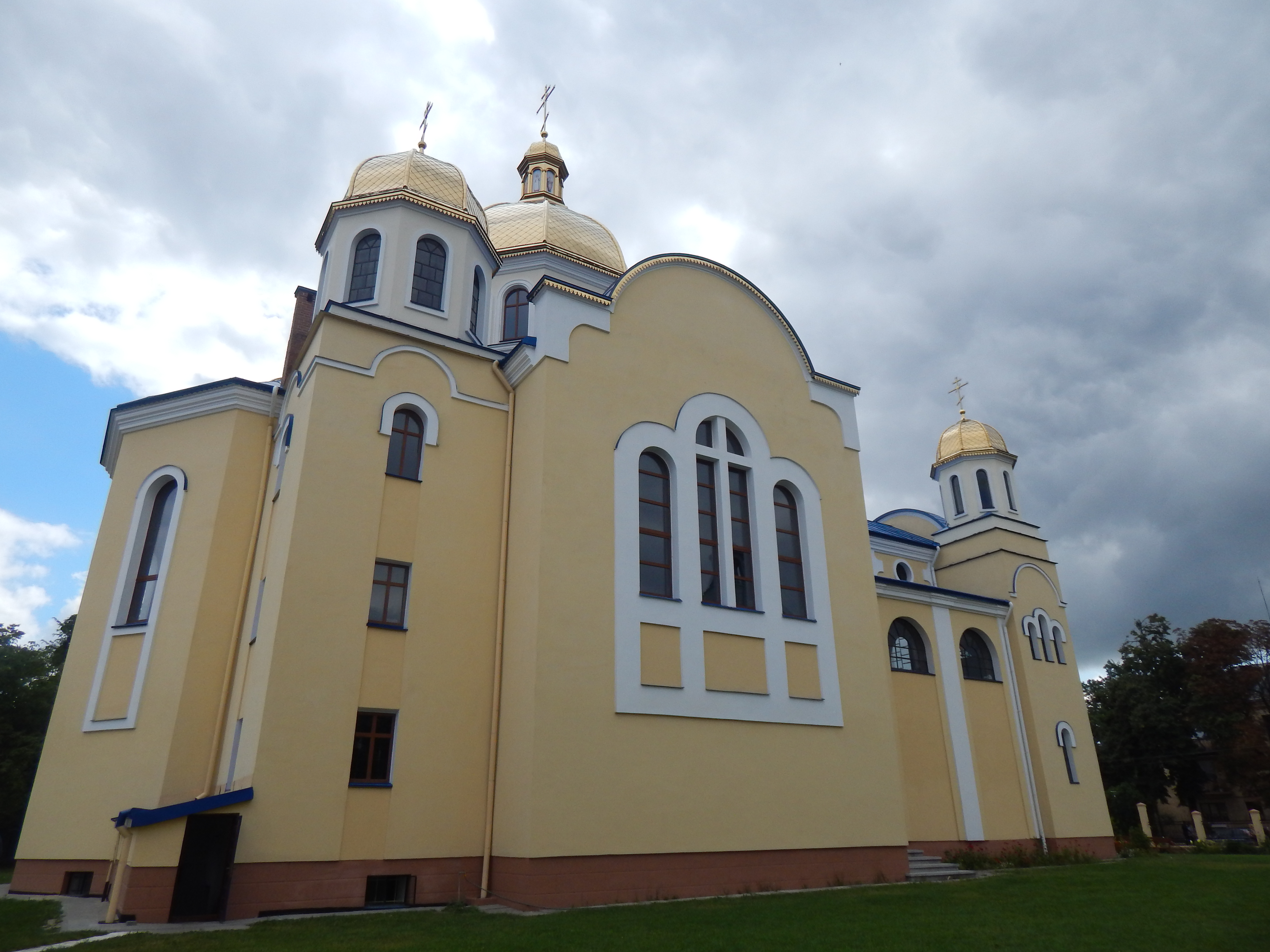
Elewacja tylna
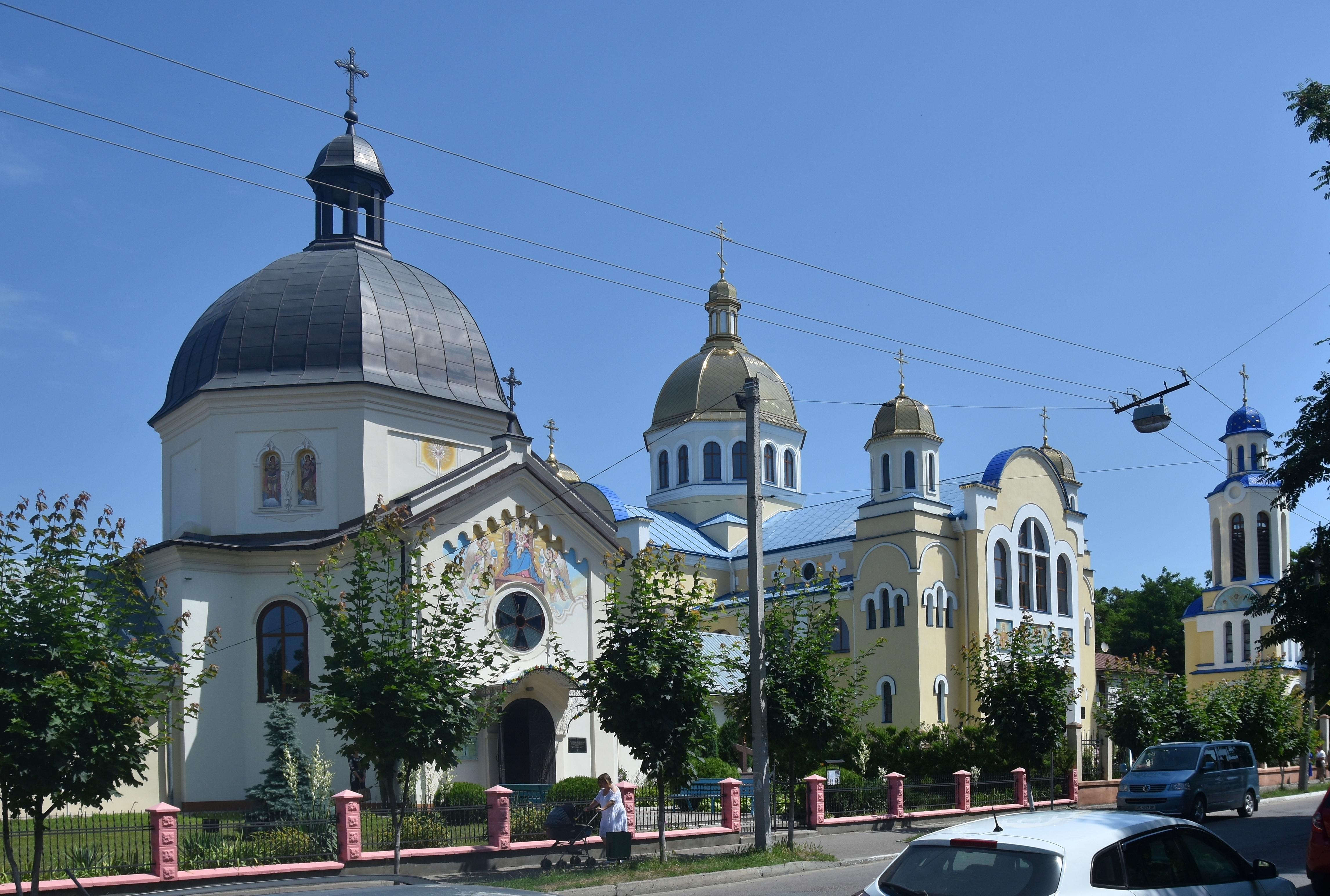
Widok od strony zachodniej, na pierwszym planie cerkiew św. Łazarza

W świątyni znajdują się relikwie (umieszczone w ikonach) św. Szczepana, św. Parteniusza oraz świętych ławry Poczajowskiej – Hioba i Amfilochiusza.
Przy cerkwi działa szkoła niedzielna.